# Upplands runinskrifter 1062

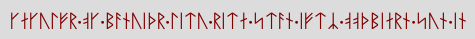
runslingan på U 1062

Upplands runinskrifter 1062 står strax norr om Dalboda vid östra vägkanten av den gamla E4:an mellan Uppsala och Gävle.

## Inskriften

### Inskriften i runor[1]
ᚴᛅᚴᚢᛚᚠᚱ᛫ᚮᚴ᛫ᛒᚨᚾᚢᛁᚦᚱ᛫ᛚᛁᛏᚢ᛫ᚱᛁᛏᛅ᛫ᛋᛏᚨᚾ᛫ᛁᚠᛏᛦ᛫ᚮᚮᚦᛒᛁᛅᚱᚾ᛫ᛋᚢᚾ᛫ᛁᚾ

### Inskriften i translitterering[2]
GangulfR(?) ok Bæinviðr letu retta stæin æftiR Auðbiorn, sun sinn

### Inskriften i översättning[3]
"Gångulv(?) och Benvid läto uppresa till minne av Ödbjörn, son..."

## Historia
Troligen är det andra namnet, Benvid, felristning för kvinnonamnet Benfrid och att föräldrarna låtit resa stenen till mine av sin son. 
Runstenen är med stor säkerhet ristad av runmästaren Ingulv som signerat ett par runstenar i grannskapet.